# 颱風竹節草
颱風竹節草（國際編號：2508，聯合颱風警報中心：WP112025，菲律賓大氣地球物理和天文管理局：Emong）是2025年太平洋颱風季第8個被命名的熱帶氣旋。「竹節草」一名由越南提供，是植物物種。此名稱為第1次使用，取代2019年在華東造成廣泛破壞的颱風利奇馬。
竹節草屬於2025年7月中由季候風槽發展而成的一系列風暴之一，發展初期即在菲律賓呂宋附近快速增強。呂宋本已受較早前另一熱帶氣旋韋帕引入活躍西南季候風所觸發的持續暴雨造成災情，竹節草的急劇增強與「回馬槍」式吹襲當地使情況雪上加霜。隨後竹節草在赤道反氣旋引領下以高速向東北移動，並在惡劣大氣環境下一度大幅減弱；但在琉球群島附近減速滯留而得以「復活」，最終西折並移向華東一帶。

## 發展過程

### 呂宋海峽內形成
2025年7月中下旬熱帶氣旋韋帕肆虐華南並移至越南北部後，橫跨南海至西北太平洋的季候風槽持續活躍，內有多個對流雲系反覆生成。其中位於呂宋海峽的對流雲團在7月22日有跡象發展成一個帶有閉合中心的低壓區。由於先前韋帕經過該區時移速較快，因此未有大量消耗海水潛熱，該區的炎熱海水有利低壓區發展，聯合颱風警報中心在23日凌晨2時已經發佈熱帶氣旋形成警報，6小時後便在早上8時把該低壓區升為熱帶低氣壓，給予熱帶氣旋編號11W；日本氣象廳亦緊接在上午9時作出此項升級。香港天文台不久後也在上午11時45分表示位於呂宋北部的低壓區正逐漸增強，「一個熱帶氣旋似乎在形成中」，僅45分鐘後隨即在下午12時半把該系統升為熱帶低氣壓。不消多久，日本氣象廳已在同日下午3時對此熱帶低氣壓發出烈風警報，即代表系統可能在1日內增強為熱帶風暴；採用1分鐘平均風速的聯合颱風警報中心更已先行在下午2時把系統升為熱帶風暴。臺灣中央氣象署亦於此時把系統升為熱帶性低氣壓，給予編號TD11。
在此季候風槽內形成的連串風暴中，此熱帶氣旋的環流相對較小，整合組織需時亦因而較短。加上在炎熱海水、良好高空輻散條件配合下，此系統即使位處菲律賓呂宋近岸，仍能穩定加強。香港天文台在當晚7時45分把該系統升為熱帶風暴；日本氣象廳亦於晚上9時緊隨升格，並把系統命名為「竹節草」，給予國際編號2508；臺灣中央氣象署則在晚上8時把系統升為輕度颱風。香港天文台分析指出，竹節草與附近另外一個新發展的熱帶氣旋范斯高，以及遠在中南半島的韋帕殘餘低壓區組成一個大型「季候風渦旋」，多個對流雲團同時發展，互相牽引並爭奪水汽，此消彼長令發展變數頗大。此時各官方氣象部門預測竹節草會採取先西南、後逆時針急轉東北的路徑，由南海掠過呂宋西北部並移出台灣以東海域，主因是與范斯高可能產生「雙颱效應」而有機會受其牽引，加上赤道反氣旋在系統南面發展。

### 爆發掠過呂宋西岸
在炎熱海水供應龐大能量下，加上「高空冷渦」在台灣附近上空發展，為竹節草打開極地方向流出通道，加強其高空輻散，竹節草在7月24日向南移動的同時迅速而顯著增強，形成中心密集雲團，在衞星雲圖上清晰可見，甚至已有跡象發展出風眼。香港天文台在當日上午9時半把竹節草升為強烈熱帶風暴；聯合颱風警報中心更搶先一步在早上8時把竹節草升為颱風。此後竹節草轉向偏東，緩慢向呂宋西岸推進，菲律賓大氣地球物理及天文服務管理局宣佈竹節草於晚上10時40分在菲律賓邦阿西楠省阿格諾附近登陸。
由於竹節草只是僅僅擦過呂宋西岸便隨即轉向北移，因此結構未有即時受到地形破壞，日本氣象廳更於25日凌晨3時一度把竹節草升為颱風，但只維持6小時即在上午9時降回強烈熱帶風暴；由於聯合颱風警報中心不設強烈熱帶風暴分級，因此該中心在凌晨2時把竹節草降為熱帶風暴。在竹節草沿呂宋西岸北上之際，地形影響才開始逐漸浮現，令竹節草的中心密集雲團瓦解，且出現環流重組，原有中心消散，新中心在呂宋海峽內形成，導致其定位大幅向東北調整。香港天文台在下午6時半把竹節草降為熱帶風暴。因為竹節草已發展成較范斯高更強的一方，所以反過來牽引范斯高，使該風暴減速滯留東海。但「季候風渦旋」的持續發展驅使另一熱帶氣旋羅莎在西北太平洋上空誕生，阻礙副熱帶高壓脊的伸展；在赤道反氣旋引導下，竹節草仍一如預期採取北至東北路徑，且大幅加速至時速40公里，經台灣以東海域移向琉球群島。

### 北上琉球起死回生
范斯高、竹節草與羅莎發展成「三旋鼎立」之局面，互相爭奪西南季候風的水汽供應，加上竹節草移至「高空冷渦」之東南面，原先打通的極地方向輻散通道被切斷，以及臺灣以東海域出現強烈垂直風切變，導致竹節草在7月26日快速減弱。聯合颱風警報中心與香港天文台分別在凌晨2時及3時半接連把竹節草降為熱帶低氣壓，臺灣中央氣象署和日本氣象廳亦分別在早上8時及上午9時作出此項降級。隨著赤道反氣旋的引導逐漸減退，竹節草以時速40公里之高速橫過台灣以東海域的路徑告一段落，抵達琉球群島附近一帶後減速至時速10公里，並於該區徘徊。在大氣環境變得更為惡劣的情況下，竹節草的環流崩潰，深層對流盡失，低層環流中心在衞星雲圖上徹底暴露，香港天文台在當晚7時45分把竹節草降為低壓區。
然而范斯高比竹節草更早減弱為低壓區，其殘餘西移入中國東南部內陸，這令竹節草與范斯高互相牽制的局面得以打破。竹節草亦有所東移，捲入較早前在琉球群島一帶另行發展的對流雲團，從而絕處逢生。經過一晚整合，竹節草的對流在翌日（7月27日）重新爆發，且保持原有低層環流中心，螺旋性再度轉趨明顯。隨著日本氣象廳在當晚9時把竹節草重新升為熱帶風暴並繼續使用原有命名，聯合颱風警報中心和臺灣中央氣象署同樣把竹節草分別重新升為熱帶風暴及輕度颱風；香港天文台亦於晚上9時45分表示「竹節草的殘餘再度增強為熱帶低氣壓」，僅於短短4小時後便在28日凌晨1時45分把竹節草再次升為熱帶風暴。此時位處較高緯度的副熱帶高壓脊正式主導竹節草的動向，令竹節草在琉球群島徘徊多時後，再度「掉頭」並開始採取西移路線，經東海移向華東沿岸；然而受制於強勁垂直風切變，竹節草的深層對流持續向東切離，低層環流中心仍然外露。
7月30日4时30分，竹节草在浙江省舟山市朱家尖岛沿海登陆。16時40分前後，竹節草在上海市奉賢區沿海再次登陸。竹節草也是1949年以来登陆上海的第13个台风。21时，竹节草進入江苏省昆山市境内。7月31日14时，竹節草位于江苏省南京市境内。20時，竹节草位於安徽省馬鞍山市境內，安徽局部地區有100至220毫米的大暴雨。
8月1日23时，中央气象台对其停止编号。不過其残余环流仍给江苏等地带来强降雨。

## 影響

### 菲律賓
當地發出之最高風暴信號：四號風暴信號
菲律賓呂宋本已受較早前另一熱帶氣旋韋帕引入活躍西南季候風所觸發的持續暴雨造成災情。在竹節草的正面吹襲加上活躍西南季候風持續肆虐下，呂宋暴雨成災，已造成最少26死，接近130万户需緊急疏散。

### 日本
當地發佈之最高風力警報：暴风警报

### 中國大陸
國家氣象中心發佈之最高颱風預警信號： 颱風藍色預警信號
国家防汛抗旱总指挥部决定于7月28日下午4时针对上海、江苏、浙江、江西启动防汛防台风四级应急响应。中央气象台首席预报员陈涛指台风活动会改变大气环流格局，影响西太平洋副热带高压的位置和强度，进而影响暖湿气流向北方地区的输送，对北方暴雨的强度和分布产生一定作用。

#### 浙江
7月28日中午12时，浙江省防汛抗旱指挥部启动防台风Ⅳ级应急响应。7月29日提升至Ⅲ级。宁波、舟山两地沿海进入Ⅱ级防台应急响应，所有水运航线停航，在建水工项目全面停工，施工船舶全部落实防台措施。7月29日夜间至30日白天，宁波市出现暴雨到大暴雨，局部出现特大暴雨。慈溪市发布暴雨红色预警信号，除宁海县仅发布台风预警外，其余区县市均同时发布台风和暴雨预警。

#### 上海
上海中心气象台發佈之最高颱風預警信號： 颱風黃色預警信號
上海中心气象台于7月28日晚上8时发布台风蓝色预警信号。此前上海市水文总站于7月28日18时发布黄浦江高潮位蓝色预警信号。7月29日晚上8时，升级为黄色预警信号。
上海部分航班和火車推遲或取消，包括碧海金沙在內的沿海景區關閉。上海地铁2号线浦东1号2号航站楼站至凌空路站以及上海地铁16号线地面高架段列车限速运行。上海部分轮渡及公交线路暂停运营。
浦東新區轉移11萬人，奉賢區轉移1萬3千人。

#### 江苏
江苏省气象台發佈之最高颱風預警信號： 颱風藍色預警信號
江苏省气象台于7月29日8时35分发布台风蓝色预警信号，同日9时30分起启动全省防台风IV级应急响应。
蘇州的湖区、市辖区内河水域(长江除外)旅游船艇全部停航，蘇州园林闭园；8月2日凌晨4时25分，太湖水位涨至3.80米，达警戒水位。

#### 安徽
安徽省气象台發佈之最高颱風預警信號： 颱風藍色預警信號

#### 山东
山东省气象台發佈之最高颱風預警信號： 颱風藍色預警信號

### 臺灣
雖然竹節草未有對臺灣構成直接威脅，但是竹節草引入活躍西南氣流並觸發豪雨，台灣中央氣象署稱之為「0728豪雨事件」。截至8月1日下午5時，農業產物及民間設施估計損失計計1億1927萬元。

### 香港
雖然竹節草在形成初期已位處距離香港800公里警戒範圍內，但是竹節草環流較小加上採取較遠離香港的路徑移動，天文台於7月23日的「特別天氣提示」內表示竹節草對香港直接威脅不大。然而隨著竹節草在相隔多日後移向華東一帶，由竹節草延伸的廣闊活躍低壓槽，疊加另一熱帶氣旋范斯高位處中國東南部的殘餘低壓區，在7月29日為珠江口一帶至廣東東部沿岸帶來惡劣天氣。29日早上一個強烈雷雨區在香港市區持續且顯著爆發，天文台在上午9時10分發出黑色暴雨警告信號，為2023年強颱風小犬正面襲港後相隔近2年首次發出。當日上午的豪雨集中在香港島、九龍東、將軍澳、清水灣及南丫島等東南部地區，每小時雨量達70至100毫米、累積雨量超過150毫米，導致市區多處出現水浸。暴雨發生時正值上班繁忙時間，不少市民把這次豪雨和月初熱帶氣旋丹娜絲殘餘預期誘發惡劣天氣，導致香港政府「超前部署」提早宣佈停課事件相提並論，就此天文台回應指暴雨發展迅速並具有隨機性，強調以現今科技提早預測特定時段及地區出現大雨仍有一定限制。
竹節草登陸華東消散後引進活躍西南氣流，再加上8月4日至5日同時受高空擾動影響，8月2日至5日連場暴雨，期間曾三度發出黑色暴雨警告信號。8月4晚上至8月5日更首次在同一場暴雨兩度發出黑色暴雨警告信號。第2次黑色暴雨警告信號維持11小時15分鐘，是有紀錄第2長，而8月5日全日雨量達368.9毫米，是有紀錄以來最高8月單日降雨量。

## 熱帶氣旋警告使用紀錄

### 菲律賓
| 菲律賓大氣地球物理及天文服務管理局 風暴信號 | 菲律賓大氣地球物理及天文服務管理局 風暴信號 | 菲律賓大氣地球物理及天文服務管理局 風暴信號 |
| ------------------------------------------- | ------------------------------------------- | ------------------------------------------- |
| 上一熱帶氣旋                                | 一號風暴信號                                | 下一熱帶氣旋                                |
| 颱風韋帕                                    | 一號風暴信號                                | 颱風楊柳                                    |
| 颱風韋帕                                    | 二號風暴信號                                | 颱風楊柳                                    |
| 超強颱風萬宜                                | 三號風暴信號                                |                                             |
| 超強颱風萬宜                                | 四號風暴信號                                |                                             |

### 中國大陸
| 國家氣象中心 颱風預警信號 | 國家氣象中心 颱風預警信號 | 國家氣象中心 颱風預警信號 |
| ------------------------- | ------------------------- | ------------------------- |
| 上一熱帶氣旋              | 颱風藍色預警信號          | 下一熱帶氣旋              |
| 熱帶風暴范斯高            | 颱風藍色預警信號          | 強颱風楊柳                |
| 颱風韋帕                  | 颱風黃色預警信號          | 強颱風楊柳                |

## 外部連結
| 太平洋颱風季             |
| 主題頁 - 專題 - 編輯指南 |

- （英文）颱風2000：各氣象部門對韋帕的預測路徑集合
- （日語）日本氣象廳首頁 （页面存档备份，存于）
- （英文）聯合颱風警報中心首頁 （页面存档备份，存于）
- （简体中文）國家氣象中心首頁 （页面存档备份，存于）
- （繁體中文）臺灣中央氣象署首頁 （页面存档备份，存于）
- （繁體中文）香港天文台首頁 （页面存档备份，存于）、實時天氣稿（7月22日－23日－24日－25日－26日－27日－28日）
- （英文）菲律賓大氣地球物理和天文管理局首頁 （页面存档备份，存于）
- （英文）菲律賓大氣地球物理和天文管理局 惡劣天氣公告 （页面存档备份，存于）